# Дитрих фон Пльотцкау
Дитрих фон Пльотцкау (на немски: Dietrich von Plotzkau; на латински: Teodericus comes de Ploceke; † 3 август, 11 век) е граф на Пльотцкау.

## Произход
Той е син на Бернхард I фон Какелинген († 28 октомври 1069), граф на Харцгау, и съпругата му Ирмингард от Бавария.

## Фамилия
Дитрих се жени за Матилда фон Валбек, наследничка на Валбек, дъщеря на граф Конрад фон Валбек (1018 – 1073), бургграф на Магдебург, и Аделхайд от Бавария. Те имат четири деца: 
- Хелперих фон Пльотцкау († 1118), маркграф на Нордмарк († 1118), женен сл. 12 август 1106 г. за Адела фон Байхлинген († 1123), дъщеря на граф Куно фон Байхлинген († 1103)
- Конрад фон Пльотцкау-Магдебург († 1133)
- Ирмгард фон Пльотцкау (* 1085/1087; † 26 ноември 1153), омъжена I. 1095/1100 г. за Лотар Удо III, маркграф на Нордмарк, граф на Щаде († 1106), II. 1108/1114 г. за Герхард I фон Хайнсберг († 1128/1129)
- Аделхайд фон Пльотцкау († 1124), омъжена за Ото I фон Регенсбург, граф и бургграф на Регенсбург († 21 октомври 1143)

Дитрих е наследен като граф от синът му Хелперих.